# For lykke
For lykke (russisk: За счастьем) er en russisk stumfilm fra 1917 af Jevgenij Bauer.

## Medvirkende
- Emma Bauer
- Tasja Borman som Lee
- N. Dennitsyna
- Aleksandr Kheruvimov
- Lidija Koreneva som Zoja Verenskaja